# 永宁 (西晋)
永宁（301年四月-302年十一月）是西晋皇帝晋惠帝司马衷的第五个年号，由司馬冏掌權。共计2年。
永宁二年十二月，改元太安元年。

## 纪年
| 永宁 | 元年  | 二年  |
| ---- | ----- | ----- |
| 公元 | 301年 | 302年 |
| 干支 | 辛酉  | 壬戌  |

## 参看
- 中国年号索引
- 其他时期使用的永宁年号

| 前一年號： 永康 | 中国年号 | 下一年號： 太安 |